# Sara Saftleven
Sara Saftleven (Utrecht, 26 de maig de 1645 - Naarden, 1702), fou una pintora neerlandesa de l'Edat d'Or neerlandesa.

## Biografia
Era filla del pintor de paisatges Herman Saftleven, qui li va ensenyar a pintar.Primer va estar casada amb Jacob Adriaensz Broers el1671 qui va morir sis anys més tard. El 1685 va tornar a contreure matrimoni amb el capità Paul Dalbach, el qual va morir el 1691. De nou es va casar per tercera i última vegada l'any 1692 amb l'alcalde de Naarden, Jacob Ploos, que va morir dos anys més tard, no va tenir fills. Les seves pintures de bodegons de flors no són conegudes actualment i dos únics dibuixos es troben al Museu Boijmans Van Beuningen.